# Teodora Ruano Sanchón

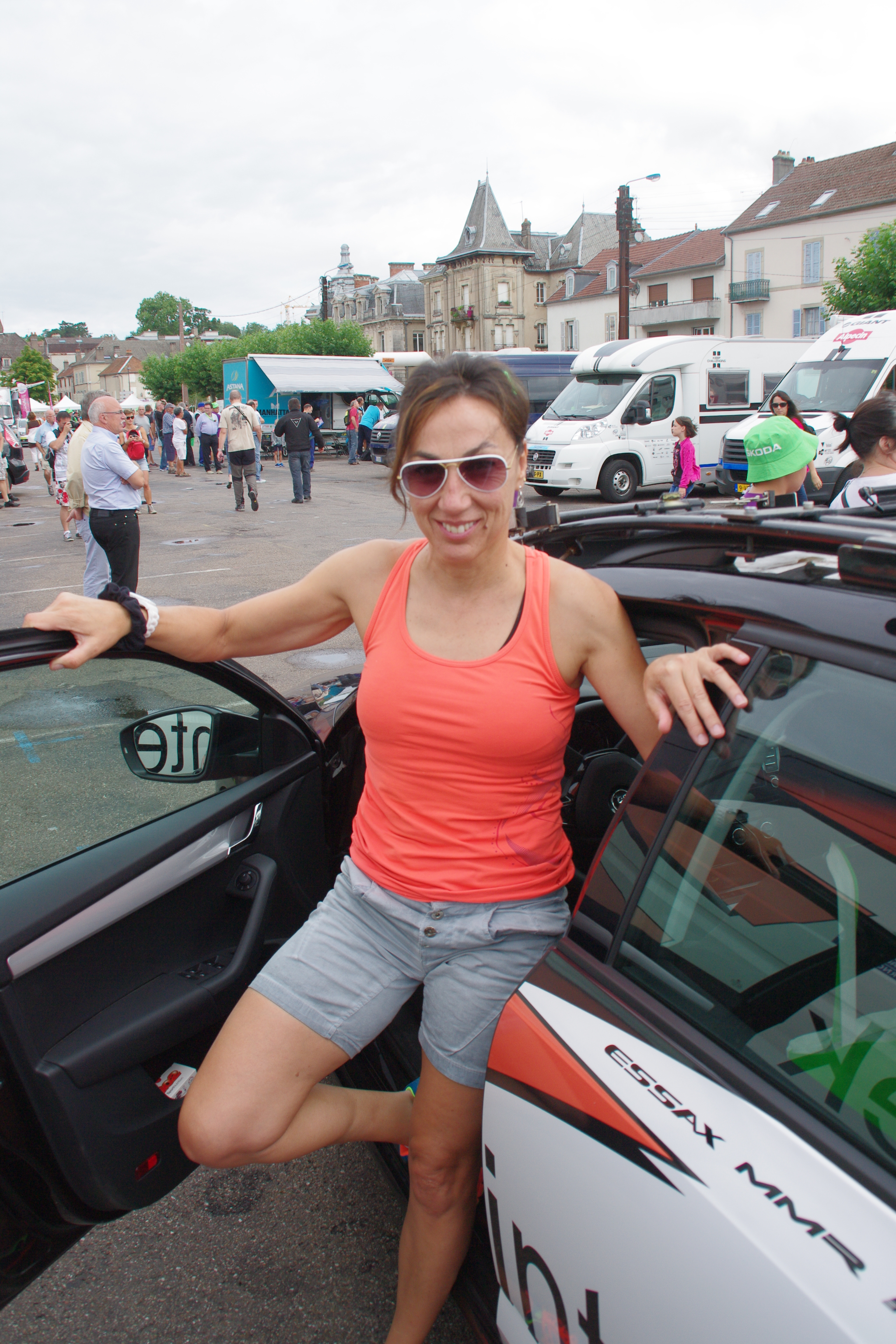
Teodora Ruano Sanchón 2015

Maria Teodora Adoracion „Dori“ Ruano Sanchón (* 11. Januar 1969 in Villamayor de Armuña, Salamanca) ist eine ehemalige spanische Radrennfahrerin.
Dori Ruano war eine sehr vielseitige Radsportlerin. 1992 hatte sie ihren ersten größeren Erfolg mit einem dritten Platz bei der „Emakumeen Bira“, einem jährlich im Baskenland ausgetragenen Frauenrennen der Kategorie 2.1; 1996 konnte sie die Gesamtwertung des Rennens für sich entscheiden.
1995 wurde Ruano Spanische Meisterin im Einzelzeitfahren auf der Straße. In den folgenden Jahren konnte sie mehrfach Podiumsplätze bei Spanischen Straßenmeisterschaften belegen; 1997 wurde sie zudem Vize-Weltmeisterin im Punktefahren.
1998 wurde Teodora Ruano Sanchón Weltmeisterin im Punktefahren sowie erneut Spanische Meisterin im Einzelzeitfahren auf der Straße; 1999, 2003 und 2004 erlangte sie weitere Male den nationalen Titel in dieser Disziplin. 2001 errang sie beide spanische Titel auf der Straße und wurde Dritte bei den Straßen-Weltmeisterschaften im Einzelzeitfahren. 
Teodora Ruano Sanchón nahm dreimal an Olympischen Spielen teil, 1992 in Barcelona am Straßenrennen, 2000 in Sydney am Punktefahren und am 500-Meter-Zeitfahren und 2004 in Athen am Zeitfahren sowie am Straßenrennen, jedoch ohne einen vorderen Platz zu belegen.
2005 trat Teodor Ruano Sanchón vom aktiven Radsport zurück. Sie ist ausgebildete Sportlehrerin und als Trainerin tätig. Sie ist zudem Stadträtin in Salamanca als Mitglied der sozialistischen Arbeiterpartei Spaniens PSOE.